# Héctor Zavala
Héctor Tito Zavala Muñoz (nacido el 16 de octubre de 1954 en Santiago de Chile) es un obispo anglicano chileno. Fue el primer obispo nativo de la Diócesis Anglicana de Chile y luego el primer obispo presidente latinoamericano de la Iglesia Anglicana del Cono Sur de América, rebautizada en 2014 como Iglesia Anglicana de América del Sur . Cuando se inauguró la nueva Iglesia Anglicana de Chile en 2018, se convirtió en su primer Obispo Presidente, también conocido como Arzobispo por el Servicio de Noticias de la Comunión Anglicana. Está casado con Miriam y tienen tres hijos.

## Primeros años de vida
Héctor Zavala, conocido también como Tito Zavala, se crio en una familia católica, de fe nominal, con práctica religiosa limitada. Recibió los sacramentos del Bautismo y la Primera Comunión y asistió a una escuela católica. Ha dicho que la primera vez que escuchó el Evangelio claramente predicado, y tuvo una Biblia en sus manos, fue cuando visitó una iglesia anglicana, a los 17 años, por invitación de un amigo. Posteriormente se convirtió al anglicanismo .

## Carrera eclesiástica
Estudió en la Trinity Episcopal School for Ministry, en Pittsburgh, Estados Unidos, y fue ordenado diácono en 1982 y sacerdote en 1984. En 1998 fue consagrado obispo coadjutor de Chile, con derecho a sucesión en la sede episcopal . Se convirtió en obispo diocesano en 2000. Fue elegido por unanimidad para ser el primer obispo presidente latinoamericano y chileno de la Iglesia Anglicana en el Cono Sur de América, en el 10º Sínodo Provincial celebrado en Buenos Aires, Argentina, del 2 al 5 de noviembre de 2010. Sirvió durante dos mandatos de tres años, siendo reelegido en 2013, y se retiró en 2016.
A principios de 2018, su diócesis de Chile se dividió en cuatro diócesis, tras lo cual se convirtió en obispo de Santiago. El 4 de noviembre de 2018 se inauguraron las cuatro diócesis chilenas como una nueva provincia de la Comunión Anglicana, denominada Iglesia Anglicana de Chile. Zavala fue comisionado por el arzobispo Justin Welby, arzobispo de Canterbury, como primer primado de la nueva provincia.

## Puntos de vista
Ha sido un gran partidario del realineamiento anglicano, como miembro de la Fraternidad de Anglicanos Confesantes y el Consejo de Primados del Sur Global. Asistió a la reunión de GAFCON II, en Nairobi, Kenia, del 21 al 26 de octubre de 2013.